# Herido: Live at St. James Cathedral, Chicago
Herido: Live at St. James Cathedral, Chicago ist ein Jazzalbum von Dennis González und Yusef Komunyakaa. Die am 5. November 1999 in der St. James Cathedral, Chicago entstandenen Aufnahmen erschienen 2001 auf dem Label 8th Harmonic Breakdown.

## Hintergrund
Anfang November 1999 traf sich Dennis González, der Jazztrompeter aus Dallas, mit dem Schriftsteller Yusef Komunyakaa, der 1994 den Pulitzer-Preis für Poesie gewonnen hatte, in der St. James Cathedral in Chicago zu einem Konzert, das vom Chicago Humanities Festival veranstaltet wurde. Die Wortbeiträge von Komunyakaa und die Musik von Gonzalez wurden von drei führenden Köpfen der amerikanischen Jazz- und Bluesszene unterstützt, von Susie Ibarra (Schlagzeug, Percussion), Mark Deutsch (Bazantar, E-Bass, Sitar) und dem Mundharmonikaspieler Sugar Blue.

## Titelliste
- Dennis González: Herido: Live at St. James Cathedral, Chicago (8th Harmonic Breakdown 80003)[1]

1. Please
2. Jasmine / Beat Go
3. Wild Fruit / Salome / Amazing Grace
4. Blues for Lester Bowie
5. Sugar
6. Gristmill
7. Hymn for Tim Green
8. An Old Lowdown Blues
9. More Girl Than Boy
10. Moonshine
11. Herido
12. Cousins
13. Strands
14. No-Good Blues

Die Kompositionen stammen von Dennis González und Yusef Komunyakaa.

## Rezeption
Frank Rubolino schrieb in One Final Note, es bedürfe einer besonderen Begabung, um die sich fast ausschließenden Kunstformen Jazz und Lyrik erfolgreich miteinander zu verbinden. Dennis Gonzalez und Yusef Komunyakaa hätten diese schwierige Verschmelzung mit einer bluesigen, bodenständigen Präsentation vollbracht, bei der die immer bezaubernde Musik Gonzalez’ mit der üppigen, resonanten Stimme von Komunyakaa verschmolzen sei. Gonzalez’ Musik – melodische Themen, rhythmisches Pulsieren, komplizierte Improvisationen, einzigartige Instrumentierung – alles, was man von ihm kenne, sei hier vorzufinden. Gonzalez füge mit seiner Darstellung von gesampeltem Material, Keyboard-Variationen und Walkie-Talkie-Einsätzen, die alle auf natürliche Weise mit seiner multiplen Blechbläser-Instrumentierung koexistieren, sehr effektiv ein paar moderne Wendungen hinzu. Komunyakaa wiederum habe eine tiefe, durchdringende Stimme; seine Gedichte sprächen von den Erfahrungen des Lebens, einige davon gewöhnlich und einige davon besonders, aber vieles davon konzentriere sich auf den Süden der USA und porträtiere einen ländlichen Lebensstil. Die Geschichten würden lebendig, wenn er diese sehr persönlichen Momente mit lebendigen Bildern eloquent erzähle. Komunyakaa habe eine Ausdrucksweise, die einen bleibenden Eindruck hinterlasse. Seine Verse hätten oft eine tiefgreifende Wirkung, etwa wenn er die offensichtliche, aber oft vergessene Binsenweisheit „Elvis stahl den R&B“ in seinen Geschichten über das ländliche Leben auf „Gristmill“ erwähne. Mit jeder weiteren Geschichte entfalten sich die mentalen Bilder, und der Geist nimmt gleichzeitig die anregende Musik auf, die untrennbar mit den Worten verbunden ist.